# Initiative Neue Musik Berlin
Die Initiative Neue Musik Berlin e. V. (INM) ist  ein kulturpolitisches Forum für Akteure der Neuen Musik in Berlin, gegründet und finanziert von der Berliner Senatskulturverwaltung. Sie fördert Projekte und Veranstaltungen, berät Musiker und Ensembles und bringt die Akteure der örtlichen Kulturszene miteinander in Verbindung: Komponisten, Ensembles, Veranstalter, Politiker, Wirtschaftsvertreter und Journalisten. Mitglieder der INM sind unter anderem die Berliner Akademie der Künste, die Berliner Gesellschaft für Neue Musik (BGNM), die Konzertreihe „Unerhörte Musik“ sowie der Deutsche Komponistenverband.

## Aktivitäten
Die Initiative Neue Musik e. V. wurde 1991 kurz nach dem Mauerfall gegründet. Eine unabhängige von der Mitgliedschaft bestimmte Jury (nicht zwangsläufig INM-Mitglieder) wählt alljährlich aus einer Fülle eingereichter Projekte die interessantesten aus. Von 2000 bis 2008 wurden über 250 Projekte gefördert, die an über 80 unterschiedlichen Orten Berlins stattfanden, so im Konzerthaus, der Philharmonie, der Akademie der Künste, dem HAU 1 und dem Podewils’schen Palais, an Industrieanlagen und öffentlichen Plätzen, im Rundfunk, in Schulen, Museen, Theatern, Klubs, Kinos und Studios.